# Diocesi di Gradisca
La diocesi di Gradisca (in latino Dioecesis Gradiscana) è una diocesi soppressa e sede arcivescovile titolare della Chiesa cattolica.

## Storia
L'8 marzo 1788, con la bolla In universa gregis di papa Pio VI, venne soppressa l'arcidiocesi di Gorizia; gran parte del suo territorio ed il titolo arcivescovile furono trasferiti alla sede di Lubiana, cui furono sottoposte come suffraganee le diocesi unite di Segna e Modruš e l'erigenda diocesi di Gradisca.
Questa venne eretta il 19 agosto successivo con la bolla Super specula dello stesso papa Pio VI, aggiungendo a ciò che rimaneva del territorio goriziano quello delle soppresse diocesi di Trieste e di Pedena. Tuttavia, mentre il capitolo di Gorizia si trasferì a Gradisca, la curia rimase a Gorizia.
Dopo la morte di Giuseppe II, che fu il vero autore e sostenitore di tutti questi cambiamenti, il 12 settembre 1791 con la bolla Recti prudentisque di papa Pio VI la cattedrale fu traslata dalla chiesa dei Santi Pietro e Paolo di Gradisca alla chiesa di Sant'Ilario di Gorizia e contestualmente la diocesi assunse il nome di diocesi di Gorizia e Gradisca, divenuta il 27 luglio 1830 arcidiocesi metropolitana. Lo stesso 12 settembre 1791 fu ripristinata anche la diocesi di Trieste, a cui rimase unita la soppressa diocesi di Pedena.
L'arcidiocesi mantenne il nome di Goritiensis et Gradiscana fino al 30 settembre 1986 quando, in forza del decreto Cum procedere della Congregazione per i vescovi, Gradisca è diventata una sede arcivescovile titolare.
Dal 31 gennaio 2024 l'arcivescovo titolare è Giordano Piccinotti, S.D.B., presidente dell'Amministrazione del patrimonio della Sede Apostolica.

## Cronotassi

### Vescovi
- Franz Philipp von Inzaghi † (15 dicembre 1788 - 12 settembre 1791 nominato vescovo di Gorizia e Gradisca)

### Arcivescovi titolari
- François Robert Bacqué † (17 giugno 1988 - 9 novembre 2023 deceduto)
- Giordano Piccinotti, S.D.B., dal 31 gennaio 2024